# Pedro Lynce
Pedro Augusto Lynce de Abreu de Faria (ur. 6 lutego 1943 w Lizbonie) – portugalski polityk, agronom i nauczyciel akademicki, działacz Partii Socjaldemokratycznej, parlamentarzysta, w latach 2002–2003 minister nauki i szkolnictwa wyższego.

## Życiorys
W młodości trenował rugby, między 1966 a 1973 czternaście razy wystąpił w reprezentacji narodowej. Z wykształcenia agronom, ukończył w 1967 studia w Instituto Superior de Agronomia (ISA) w ramach Universidade Técnica de Lisboa. Doktoryzował się następnie z nauk rolniczych w tym samym instytucie. Zajął się działalnością akademicką, dochodząc w 1985 do stanowiska profesorskiego. Wchodził w skład rad naukowych szkół rolniczych w miejscowościach Beja i Elvas. Zaangażował się również w działalność polityczną w ramach Partii Socjaldemokratycznej. Kierował dyrekcją generalną do spraw szkolnictwa wyższego (1989–1992), później do 1995 był sekretarzem stanu odpowiedzialnym za tę dziedzinę. Następnie ponownie wykładał w Instituto Superior de Agronomia (był przewodniczącym rady naukowej instytutu), doradzał też różnym organizacjom prowadzącym projekty rozwojowe w Angoli.
Wchodził w skład Conselho Nacional de Educação, krajowej rady do spraw edukacji. Zasiadał w zgromadzeniu miejskim w Alcácer do Sal (1993–2001) oraz w zarządzie miejscowości Azambuja (2002). Od kwietnia 2002 do października 2003 był ministrem nauki i szkolnictwa wyższego w rządzie José Manuela Durão Barroso. Po złożeniu rezygnacji został ponownie nauczycielem akademickim na Universidade Técnica de Lisboa. W 2009 i 2011 z listy PSD uzyskiwał mandat posła do Zgromadzenia Republiki.